# 馆驿站
馆驿站位于中华人民共和国安徽省合肥市肥西县深圳路，是合肥轨道交通3号线建设中的地铁车站，工程站名馆驿路站，位于肥西县境内杭埠河大道（G330）上。车站是合肥轨道交通四大TOD项目之一。根据2023年12月19日，合肥市政府发布的官方公众号的发文，因与深圳路停车场上盖开发项目同步建设，本站暂不具备运营条件。故本站暂缓开通，不在2023年开通的行列之内。

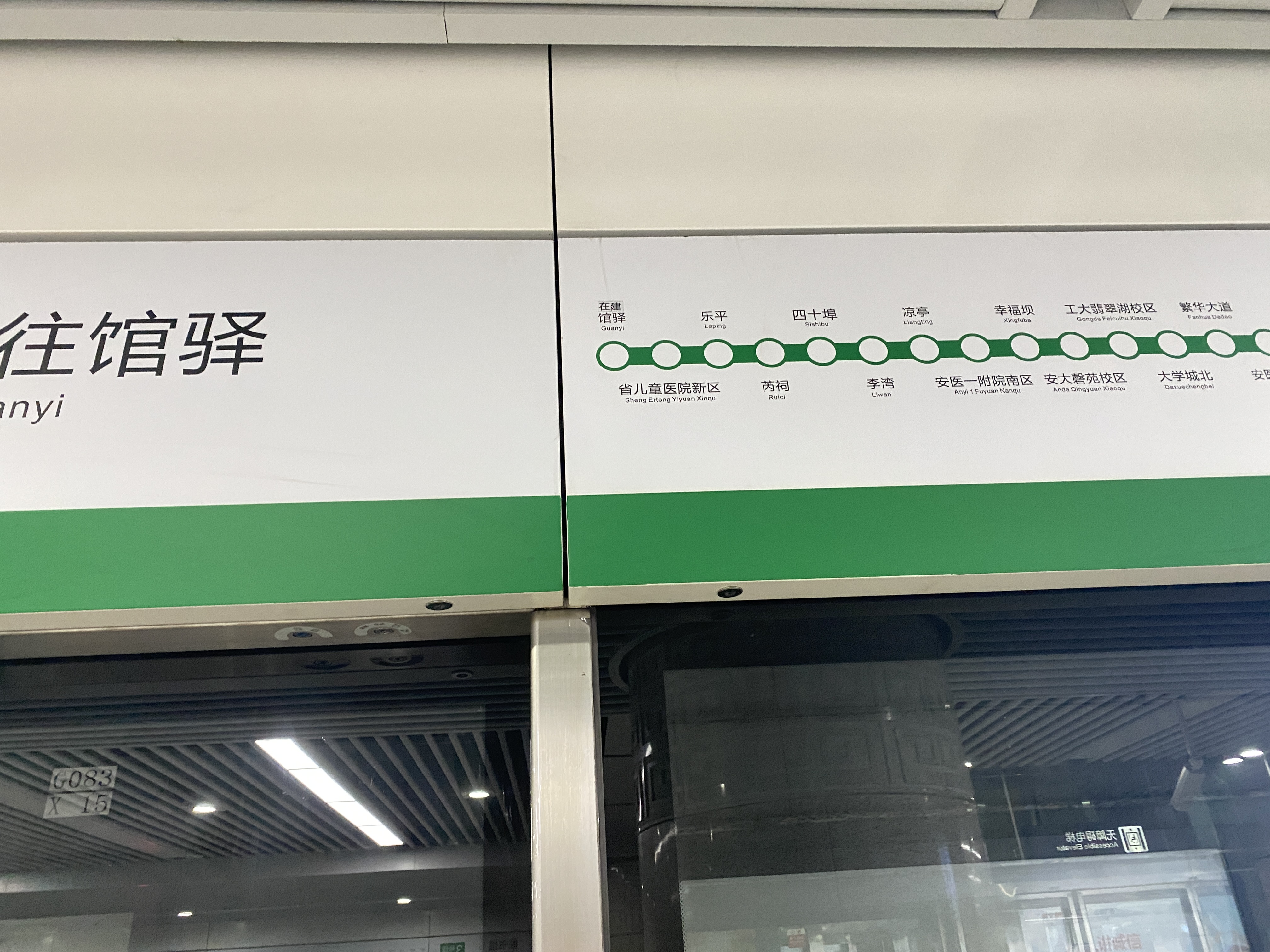
标记馆驿车站仍在建设中的导视图（2023年12月）

## 车站结构
馆驿站沿杭埠河大道东西向布置，设有TOD上盖物业。